# Stazione di Brno Centrale

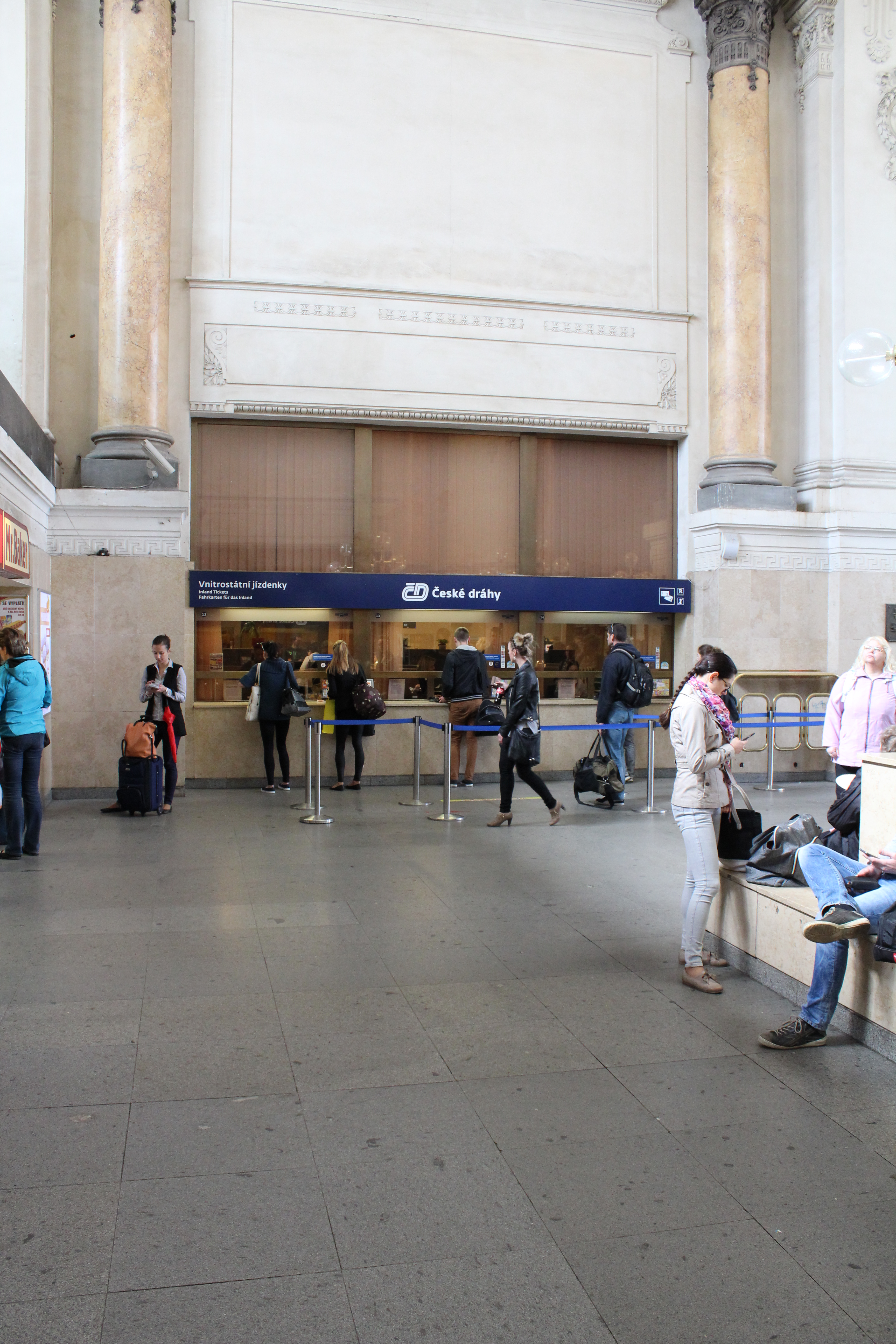
Sala d'ingresso della stazione

La stazione di Brno Centrale (in ceco: Brno hlavní nádraží, abbreviato in Brno hl. n.) è la principale stazione ferroviaria di Brno, antica capitale della Moravia, nonché la più antica stazione della Repubblica Ceca. Fu aperta nel 1839. Durante la Prima Repubblica e dal 1945 al 1951 la stazione fu intitolata a Edvard Beneš.
L'attuale edificio Art Nouveau fu realizzato tra il 1901 e il 1904 su progetto dell'architetto austriaco Josef Oehm nello stesso sito della precedente stazione neorinascimentale. La stazione fu estesa tra il 1988 e il 1989, venne costruita una nuova ala sottopassaggio e realizzata una stazione della Rete tranviaria di Brno. Dal 2004 la stazione è stata data in gestione trentennale alla società italiana Grandi Stazioni.

## Movimento
La stazione è un nodo internazionale, con collegamenti con Austria (Vienna/Graz), Germania (Berlino e Dresda), Polonia e Slovacchia, oltre alle maggiori città della Repubblica Ceca.
La stazione è servita da alcune linee del servizio ferroviario suburbano IDOS

## Interscambi
La stazione è servita da numerose linee tranviarie.